# Zuzanna Paluch
Zuzanna Paluch (ur. 1970) – polska aktorka filmowa i teatralna.
Zadebiutowała w Teatrze Nowym w Warszawie w 1995 roku. Za główną rolę w filmie Prostytutki została wyróżniona nagrodą dla najlepszej aktorki pierwszoplanowej na Koszalińskim Festiwalu Debiutów Filmowych „Młodzi i Film” w 1999 roku.

## Filmografia
- 2007: Ryś – jako Szpikulec
- 2006: serial tv Kochaj mnie, kochaj! – jako doktor Marta Zdrojewska
- 2006: serial tv Magda M. – jako Oliwia Obarska
- 2004: serial tv Camera Café – jako Sylwia
- 2004: serial tv Plebania – jako Ewa Jędrzejewicz
- 2003: serial tv Kasia i Tomek – jako kelnerka
- 2003-2011: serial tv Na Wspólnej – jako żona Waldka
- 2002: serial tv M jak miłość – jako pielęgniarka
- 2002: serial tv Na dobre i na złe – jako Ola, żona Pitery
- 2002-2010: serial tv Samo życie – dwie role: pielęgniarka, pacjentka
- 2002: serial tv Szpital na perypetiach – jako pacjentka
- 2000: Życie jako śmiertelna choroba przenoszona drogą płciową – jako sekretarka profesora
- 2000: serial tv Anna Karenina – jako pokojówka w hotelu
- 1999-2001: serial tv Złotopolscy – jako kelnerka Zuzia
- 1997: Ciemna strona Wenus – jako Beata
- 1997: Prostytutki – jako Ula
- 1997: serial tv Ekstradycja – jako pielęgniarka

## Teatr Telewizji
- 1995: Kochankowie z klasztoru Valdemosa – jako Lucia
- 1995: Prometeusz pocięty – jako Irena

## Spektakle teatralne
- 1997: Cyrano, Ernest Bryll, reż. Andrzej Rozhin, Teatr Komedia w Warszawie – jako dama i zakonnica
- 1995: Lilla Weneda, Juliusz Słowacki, reż. Adam Hanuszkiewicz, Teatr Nowy w Warszawie